# Liste bekannter ehemaliger Stipendiaten der Friedrich-Naumann-Stiftung

Friedrich-Naumann-Stiftung für die Freiheit

Diese Liste gibt einen Überblick über bekannte Personen des politischen, wirtschaftlichen und kulturellen Zeitgeschehens, welche ehemalige Stipendiaten der Friedrich-Naumann-Stiftung für die Freiheit sind. Die Liste erhebt keinen Anspruch auf Vollständigkeit.

## B
- Tobias Bachmüller, Unternehmer
- Achim Baumgarten, Archivar
- Stefan Birkner, Politiker
- Werner Bruns, Sozialwissenschaftler

## D
- Konrad Dettner, Biologe
- Bijan Djir-Sarai, Politiker
- Harald Dörig, Richter

## F
- Jürgen Frölich, Historiker

## G
- Fabian Griewel, Politiker
- Christoph G. Grimmer, Oberbürgermeister

## H
- Peter Henning, Physiker
- Gero Hocker, Politiker, Bundestagsabgeordneter

## K
- Stefan Kapferer, Politiker
- Marcel Klinge, Politiker[1]
- Tanit Koch, Journalistin
- Lukas Köhler, Philosoph und Politiker
- Stefan Kolev, Wirtschaftswissenschaftler
- Moritz Körner, Politiker
- Wolfgang Kubicki, Rechtsanwalt und Politiker[2]
- Gerhard Kümmel, Politikwissenschaftler

## L
- Alexander Graf Lambsdorff, Politiker
- Thomas Lau, Historiker

## M
- Matthias Manke, Historiker
- Hans-Wolfgang Micklitz, Jurist

## N
- Anne Christine Nagel, Historikerin
- Walid Nakschbandi, Journalist

## P
- Armin Pfahl-Traughber, Soziologe
- Andreas Pinkwart, Politiker und Wirtschaftswissenschaftler
- Bernhard Pörksen, Medienwissenschaftler

## R
- Hans-Christian von Reibnitz, Diplomat
- Heide Rezepa-Zabel, Kunsthistorikerin und Kunstsachverständige

## S
- Steven Schäller, Politikwissenschaftler
- Nicole Schuster, Pharmazeutin und Autorin
- Joachim Spatz, Politiker

## T
- Michael Theurer, Politiker[3]
- Florian Toncar, Politiker
- Jörg Tremmel, Politikwissenschaftler

## V
- Johannes Varwick, Politikwissenschaftler

## W
- Marco Wehr, Physiker
- Guido Westerwelle, Bundesminister